# Maria Jesús Bolada i Ull
Maria Jesús Bolada i Ull (Moixent, 2 de gener de 1844 – ?, ?) va ser una cantant d'òpera valenciana amb activitat com a soprano a Itàlia.
Nascuda a Moixent, va fer estudis de cant al Conservatori Superior de Música de Madrid de setembre de 1863 a juny de 1867. Segons Saldoni, va estar pensionada durant alguna temporada amb 1.500 rals anuals.
El 1870 va passar a cantar en l'òpera a Itàlia contractada com a primera soprano. Va distingir-se especialment amb el repertori de Verdi i va tenir èxit als teatres de Nàpols, Roma i Florència.